# GGNetwork
GGNetwork, una abreviación de 'Good Game Network' es una red de póquer en línea lanzada en 2014. Su principal objetivo es "hacer que el póker sea divertido de nuevo", sustentando esto es decisiones drásticas como la prohibición de herramientas de terceros.

## Historia
GGNetwork fue lanzada en Asia en el 2014 con un foco especial en China y el sudeste del continente. En el 2016 y 2017, una gran cantidad de operadores europeos y canadienses se unieron a la red, añadiendo jugadores de Europa del Este y Canadá al pool de jugadores de GGNetwork. El CEO de la compañía es Jean-Christophe Antoine.
En mayo del 2019, GGNetwork se ubica como la red de póker más grande del mundo y ocupa la posición 5 en el escalafón de PokerScout.
El 5 de enero de 2023, GGPoker, el proveedor líder de juegos de póquer populares en todo el mundo anunció públicamente que se asoció con el Dublin Poker Festival, uno de los eventos de póquer en vivo más concurridos de Irlanda. Además, presentará y ofrecerá satélites en línea a los principales torneos del festival, el European Deepstack Poker Championship y el conocido Amateur Championship of Poker.

## Software
El software es desarrollado por terceros, y está disponible para descargar en Windows, Android, MacOS, y iOS. GGNetwork se enfoca en la experiencia móvil por lo cual ofrece un cliente en el cual pueden jugar múltiples mesas y torneos. El cliente está disponible en varios idiomas incluyendo Español, Chino, Japonés, Vietnamita, Ruso, Alemán, Turco, entre otros.

## Juegos de dinero
GGNetwork ofrece las siguientes modalidades de póquer:
- No Limit Texas Hold'em
- Pot Limit Omaha
- All-in or Fold
- Póker rápido

Cada juego de dinero en GGNetwork tiene alguna promoción integrada o jackpot, lo cual hace que cada variante sea única.

## Torneos Online
Todos los torneos ofrecidos por la red se juegan a diario en distintos tipos de formatos con premios garantizados, freezeout, bounty progresivo, recompra y reentrada. Los Garantizados Diarios son torneos que se juegan cada hora y que tienen premios adicionales los domingos. Los Bounty Hounters son eventos progresivos y la serie Omaholic es propia de Omaha.
Hay varios satélites a torneos con entradas más altas. La red también ofrece eventos freerolls gratuitos, incluyendo los populares Zodiac que juegan los asiáticos.

## Sala de Póker
A continuación algunas de las salas de póker que utilizan el software de GGNetwork: 138, W88, Tianlong,Natural8, Optibet, Sun Game, Juego de Sol, Latina Póker.
La sala principal es GGPoker que opera con una licencia de la UKGC.

## Licencias
Actualmente, GGNetwork tiene licencias de juego de la UKGC (Reino Unido) y del Gobierno de Curazao.